# Tanaquil

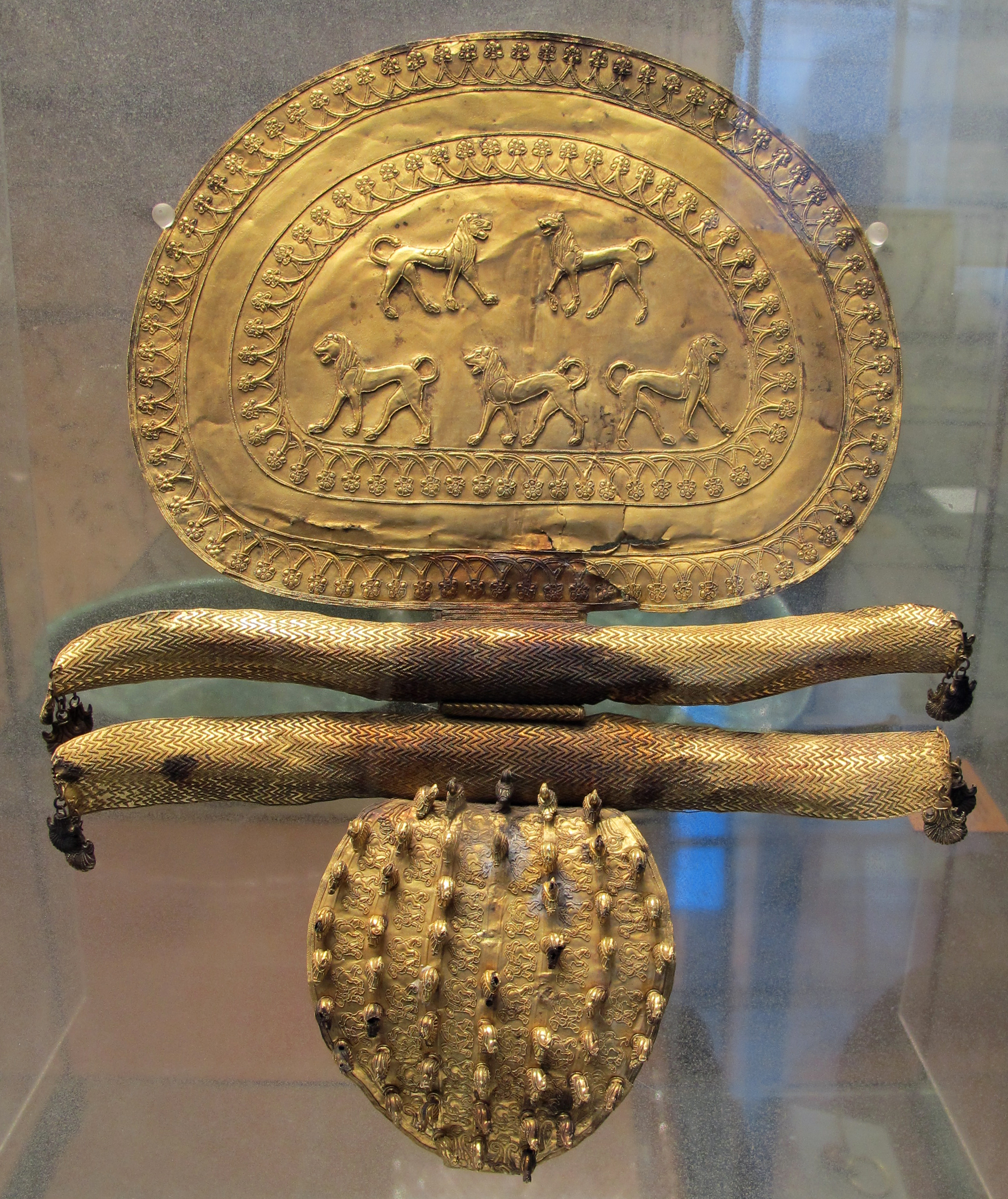
Etruskische Fibel aus der Grabstätte Tomba Regolini-Galassi, 675-650 v. Chr.

Tanaquil (lateinisch; etruskisch Θanaχvil; altgriechisch Τανακυλλίς; * um 600 v. Chr.) war der Legende nach die Frau des Lucius Tarquinius Priscus, des fünften römischen Königs, der ursprünglich Lucumo hieß und aus der etruskischen Stadt Tarquinii stammte. Titus Livius beschreibt sie als politische Figur, die in entscheidenden Augenblicken wegweisend intervenieren konnte.

## Legende
Wie Livius erzählt, stammte Tanaquil aus einer vornehmen Familie von Tarquinii und war mit der Gabe der Weissagung ausgestattet. Sie überredete ihren Mann, in die noch junge Stadt Rom auszuwandern, da ihm, obwohl sehr reich, als Sohn eines Ausländers, des Demaratos aus Korinth, in seiner Heimatstadt der Zugang zu Ämtern und Würden verwehrt war.

„Man war gerade am Janiculum angekommen. Lucumo saß mit seiner Gemahlin auf dem Wagen – da schwebte ein Adler mit ausgebreiteten Schwingen sanft herab und trug seine Filzkappe davon; dann flog er laut kreischend über dem Wagen und setzte ihm die Kappe wieder richtig auf den Kopf, als sei er von den Göttern zu diesem Dienst geschickt worden; darauf entschwand er in den Lüften. Tanaquil soll dies hocherfreut als eine Prophezeiung aufgefaßt haben; […]. Sie fiel ihrem Mann um den Hals und forderte ihn auf, das Größte und Schönste zu hoffen; […].“

Lucumo nannte sich fortan Lucius Tarquinius Priscus und brachte es schließlich zum König der Stadt, indem er die Söhne seines Amtsvorgängers Ancus Marcius, deren Vormund er war, überging.
Während der Regierungszeit ihres Gemahls trat Tanaquil erneut in Erscheinung, als sie dem König das Feuer am Kopf eines schlafenden Sklavenjungen erklärte, der später der nächste König, Servius Tullius, sein sollte.

„‚Siehst du diesen Jungen da, den wir in so niedrigen Verhältnissen aufziehen? Es ist augenscheinlich, dass er einmal, wenn es zweifelhaft um uns steht, unser Licht, und wenn das Königshaus in Not gerät, unser Schutz sein wird.‘“

Wieder überzeugte sie ihren Ehemann und sie nahmen den Jungen bei sich auf, als wäre er ihr eigener Sohn.
Lucius Tarquinius Priscus wurde nach 38 Regierungsjahren im Auftrag der beiden Söhne von Ancus Marcius von zwei Bauern mit der Axt erschlagen. Nach der Ermordung ihres Gemahls sprach Tanquil zum inzwischen erwachsenen Servius Tullius:

„‚Dir, Servius‘, sagte sie, ‚gehört jetzt der Thron, wenn du ein Mann bist, nicht denen, die mit gedungenen Mördern die gemeine Untat begangen haben. Richte dich auf und laß dich von den Göttern führen, die einst diesem deinem Haupt Ruhm verheißen haben, als sie es mit göttlichem Feuer umgaben. Jetzt möge dich jene himmlische Flamme aufwecken; jetzt werde wirklich wach! Auch wir haben die Königswürde besessen, obwohl wir aus der Fremde kamen. Bedenke, wer du bist, nicht, woher du stammst. Wenn deine eigene Entschlußkraft gelähmt ist, weil alles so plötzlich kommt, so folge doch meinem Rat.‘“

Die kluge Königin Tanaquil verheimlichte den Tod ihres Mannes so lange, bis gegenüber den Ansprüchen der Königsmörder die Thronfolge für Servius Tullius, den Mann ihrer Tochter Tarquinia, gesichert war.

## Überlieferung
Die Erzählung wird von Livius und Dionysios von Halikarnassos überliefert. Im Wesentlichen stimmen die beiden Geschichten überein. Es gibt nur eine Abweichung in der Beschreibung der Verwandtschaftsgrade. Während nämlich Livius mit Quintus Fabius Pictor und der Mehrzahl der römischen Annalisten Tanaquil als Mutter der beiden Tarquinier, des Aruns und des späteren römischen Königs, Lucius Tarquinius Superbus, kennt, folgt Dionysius von Halikarnassos der Angabe des Lucius Calpurnius Piso Frugi, der die Verwandtschaft um einen Grad hinausrückt und die genannten Männer aus Tanaquil's Söhnen zu ihren Enkeln macht.
Plutarch führt Tanaquil viermal auf. In den römischen Fragen nennt er sie Gemahlin des Tarquinius Priscus, an anderer Stelle Gaia Caecilia als Frau eines der Tarquiniussöhne. In der Einleitung zu der Schrift über die Trefflichkeit der Frauen charakterisiert er sie als besonders listige Matrone und in der Abhandlung über Fortuna Romanorum kommt die Verbindung zwischen Tanaquil und Servius Tullius zur Sprache, dass sie kurz vor ihrem Tode ihrem Günstling den Eid abgenommen habe, dass er die königliche Herrschaft nicht niederlegen und die alte Verfassung Roms nicht ändern wolle. Dem gegenüber steht die Bemerkung von Livius, „[…] einige überliefern auch, er habe sich mit dem Gedanken getragen, selbst diese so milde und so besonnene Herrschaft niederzulegen, da es die eines einzelnen sei.“